# Borsod vármegye főispánjainak listája
Borsod vármegye főispánjairól azóta vannak írásos adatok, amióta jegyzőkönyveket vezettek az adott testületek. Miskolc városa 1569-től a vármegye pedig 1587-től vezette könyveit.

A lista első része az 1550-es évektől hézagos:
- 1557–1569 Verancsics Antal
- 1571–1578 Ungnád Kristóf

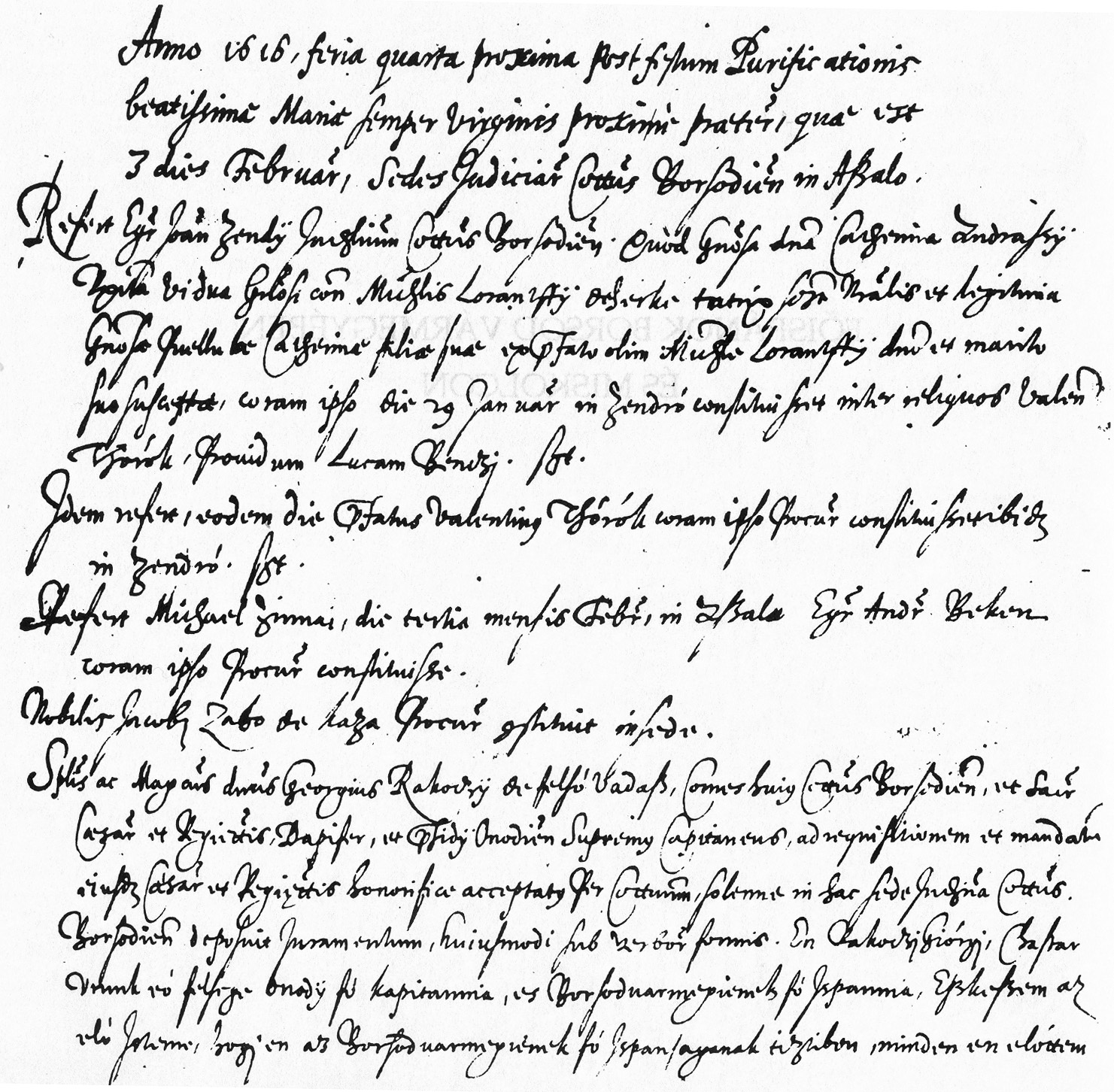
I. Rákóczi György főispáni esküszövegének részlete, 1616. február 3.

- 1616–1630 I. Rákóczi György (erdélyi fejedelemmé választásáig)
- 1634–? Forgách Zsigmond, ghimesy gróf

A pontos lista 1650-től ismeretes:
- 1650–1685 Forgách Ádám, ghimesy gróf
- 1689–1712 Forgách Simon, ghimesy gróf
- 1712–1754 Esterházy Ferenc, galánthay ifj. gróf
- 1754–1774 Pálffy János, gróf
- 1774–1778 Esterházy Imre, galánthay gróf
- 1778–1784 Andrássy István, gróf
- 1784–1787 Majláth József, székhelyi
- 1787–1790 Almássy Pál, zsadányi és törökszentmiklósi
- 1790–1810 Majláth József, székhelyi
- 1810–1826 Klobusiczky József, klobusitzi
- 1828–1848 Reviczky Ádám, revisnyei gróf; illetve időközben még:
  - 1831–1845 Vay Miklós (főispán helytartó)
  - 1846–1848 Szathmáry Király József
- 1848–1849 Vay Lajos, vajai báró
- 1849 Máry Pál (megyefőnök)
- 1849–1850 Tolcsvay Nagy Gedeon (megyefőnök)
- 1851 Péchy Ferenc (megyefőnök)
- 1852 Havas Sándor (megyefőnök)
- 1852–1860 Mártonffy Dénes (megyefőnök)
- 1860–1861 Vay Lajos, vajai báró
- 1861–1864 Máriássy Ádám
- 1865–1867 Vay Miklós, vajai báró
- 1867–1872 Vay Lajos, vajai báró
- 1872–1894 Vay Béla, vajai báró
- 1894–1896 Miklós Gyula
- 1896–1906 Vay Elemér, vajai báró
- 1905 Brezovay András
- 1906–1910 Kubik Béla (Miskolc első főispánja is)
- 1910–1912 Vay Elemér, vajai báró
- 1913–1917 Tarnay Gyula
- 1917–1920 Bottlik József, időközben még:
  - 1917 Nagy Ferenc
  - 1917–1918 Tarnay Gyula
  - 1918 Reisinger Ferenc
  - 1918 Balogh Zoltán
  - 1919 Tarnay Gyula
- 1919–1920 Gedeon Aladár
- 1920–1922 Lichtenstein László
- 1922–1924 Puky Endre
- 1924–1926 ’Soldos Béla
- 1926–1932 Mikszáth Kálmán
- 1932–1935 Lichtenstein László
- 1935–1938 Lukács Béla
- 1938–1944 Lichtenstein László
- 1944 Borbély-Maczky Emil
- 1944 Pünkösti Mihály
- 1945 Tóth Béla
- 1945–1947 Oszip István
- 1947–1948 Csacsovszky József
- 1947–1948 Fekete Mihály
- 1950 Mazár Ferenc